# Leptothorax kutteri
Leptothorax kutteri (лат.) — вид мелких по размеру муравьёв рода Leptothorax из подсемейства Myrmicinae (Formicidae). Социальный паразит, внесённый в Красную книгу МСОП. Европа и Турция.

## Распространение
Встречается в Европе (Австрия, Германия, Польша, Россия (Карелия, Ненецкий автономный округ), Швейцария, Швеция, Эстония) и Турции. В 2021 году найден в центральной и восточной Турции (Artvin prov., N 41˚24′ 26″, E 42˚28′ 09″ и Ordu prov., N 40˚24′ 37″, E 37˚55′ 24″).

## Описание
Мелкие муравьи, длина 3—4 мм. Основная окраска буровато-чёрная (ноги светлее). Социальные паразиты других видов рода Leptothorax, например Leptothorax acervorum. Каста рабочих отсутствует (утрачена в ходе эволюции), известны только половые особи. Жвалы с 5—6 зубцами. Усики самок 11-члениковые с 3-члениковой булавой (усики самцов 12-члениковые). Нижнечелюстные щупики из 5 члеников, нижнегубные щупики состоят из 3 сегментов. Заднегрудка с развитыми проподеальными шипиками. Стебелёк между грудкой и брюшком состоит из двух члеников: петиолюса и постпетиолюса (последний четко отделен от брюшка), жало развито, куколки голые (без кокона). Голова, грудь, петиоль, постпетиоль и брюшко гладкие и блестящие (у близкого вида Leptothorax goesswaldi грудка матовая).
Самки проникают в муравейники других видов Leptothorax, где откладывают яйца и полностью зависят от их хозяев.
Хромосомный набор равен n=23 и n=25, а у близких видов, например у соцпаразита Leptothorax goesswaldi n=26 и n=28, Leptothorax pocahontas и у вида-хозяина Leptothorax muscorum равен n=18, что отличается от других сходных таксонов: n=13 у вида-хозяина Leptothorax acervorum, и n=15 у Leptothorax faberi.

## Систематика и этимология
Вид был впервые описан в 1966 году немецким мирмекологом профессором Альфредом Бушингером (Prof. Dr. Alfred Buschinger, Institut fur Zoologie, Дармштадт, ФРГ). В 1981 году перенесён в род Doronomyrmex под новым именем Doronomyrmex kutteri. В 1998 году после синонимизации таксона Doronomyrmex включён в состав рода Leptothorax (Heinze, 1998: 195), что позднее было подтверждено в фундаментальной монографии Б. Болтона «Classification and Synopsis of Formicidae» (Bolton, 2003: 270). Сходны с европейскими социальными паразитами Leptothorax goesswaldi и Leptothorax pacis, у которых отсутствует каста рабочих и американским Leptothorax pocahontas. Видовое название дано в честь швейцарского мирмеколога Хейнриха Куттера (Heinrich Kutter, 1896—1990; Швейцария).

## Охранный статус
Включены в Международную Красную книгу в статусе Vulnerable species (VU) — Находятся в уязвимом положении (уязвимые виды).